# Lykurg (Konkurrent des Peisistratos)
Lykurgos (altgriechisch Λυκοῦργος Lykoúrgos) war ein Athener Politiker aus dem Geschlecht der Eteobutaden in der ersten Hälfte des 6. Jahrhunderts v. Chr. Er war der Sohn des Aristolaides.
Lykurg war Vertreter der „Leute aus der Ebene“ (Pediakoi oder Pedieis) und in den Machtkämpfen um die Etablierung einer Tyrannis in Athen gemeinsam mit Megakles, dem Vertreter der Küstenbewohner (Paraloi bzw. Paralioi), ein Gegner des Peisistratos als Vertreter der Bergbewohner (Diakrioi). Nachdem Peisistratos 561/560 v. Chr. die Akropolis besetzt und sich zum Tyrannen ausgerufen hatte, gelang es Lykurg und Megakles, ihn aus Athen zu vertreiben. Bald darauf kam es zu einer Allianz zwischen Megakles und Peisistratos, und Letzterer gelangte 557/556 v. Chr. an die Macht. Doch bald darauf taten sich Lykurg und Megakles wieder zusammen und vertrieben 555 v. Chr. Peisistratos ins Exil nach Euböa. Das Bündnis Lykurg-Megakles zerfiel jedoch auch wieder, und Megakles rief Peisistratos 546/545 v. Chr. erneut zurück, der sich nun endgültig durchsetzen und seine Tyrannis etablieren konnte. Lykurgs weiteres Schicksal ist nicht bekannt.